# Богословська Інна Германівна
І́нна Ге́рманівна Богосло́вська (нар. 5 серпня 1960, Харків) — українська політична діячка та підприємиця. Колишній народний депутат України. Наприкінці листопада 2013 року заявила про вихід зі складу фракції та партії Партії регіонів. Колишня голова партії «Віче».

## Біографія

### Сім'я
Батько — Богословський Герман Сергійович (нар. 14.06.1936), кадровий військовий, викладач вишу.
Мати — Богословська (Гудиря) Людмила Олексіївна (нар. 01.01.1939), юристка. Розлучена.
- Перший чоловік (1978—1991) — юрист Анатолій Вабья.
  - Донька — Анастасія Суріна (1980).
    - Онуки — Олександр, Поліна.
- Другий чоловік — харківський художник і дизайнер Юрій Ринтовт.
- Третій чоловік (цивільний) (2011—2016) — політик Володимир Мельниченко.

### Освіта
1982 р. — закінчила з відзнакою Харківський юридичний інститут (сьогодні — Національний юридичний університет імені Ярослава Мудрого).
У 1989 році вступила в заочну аспірантуру Інституту держави і права Академії Наук СРСР.

### Діяльність
1982 р. — почала практичну юридичну роботу в Харківській обласній колегії адвокатів. Працюючи захисницею, вела всі види цивільних і кримінальних справ. Першу справу виграла в 22 роки.[джерело?]
У 1990 році взяла участь у радянсько-американській конференції з проблеми захисту прав людини. Після закінчення конференції її персонально було запрошено на стажування до США, однак відмовилася від поїздки через принципові ідеологічні розбіжності з керівництвом інституту.
У 1991 році заснувала одну з перших у Харкові юридичних служб.
У 1994 році організувала «Міжнародну аудиторську службу». У ході професійної діяльності додатково опанувала знання у сфері економіки, бухгалтерського обліку, міжнародного аудиту. Кваліфікацію було підтверджено сертифікатами юриста та аудитора, які відповідають міжнародним стандартам. Згодом було засновано консалтингову групу «Пруденс», що надає економічну та юридичну допомогу підприємствам України, Росії та інших країн.
З 2002 року консалтингова група «Пруденс» стала асоційованим членом міжнародної компанії BDO International, що входить у п'ятірку найбільших аудиторських компаній світу.
Входить до складу правління Харківської обласної організації Спілки аудиторів України. Член Спілки юристів України з моменту її створення в 1991 році. У 1997 році обрана головою Харківської обласної організації і призначена заступником голови Спілки юристів України.
З 2003 року — почесна президентка Харківської обласної організації Спілки юристів України. Керівник Харківської міської громадської організації «Клуб “РодДом”», що займається реалізацією цілої низки культурологічних проєктів.
У 1998 році заснувала молодіжну громадську організацію «Молодіжний дім», мета якої — об'єднання активної молоді в різних проєктах, що відповідають проблемам та інтересам нового покоління.
У березні 1998 року обрана Народним депутатом України. У Верховній Раді Богословська працювала у парламентському комітеті з питань фінансів і банківської діяльності, з лютого 2000 року стала першим заступником голови бюджетного комітету Верховної Ради. Законодавчі ініціативи: активна участь у роботі над Бюджетним, Кримінальним, Цивільним, Господарським і Податковим кодексами. У 2001 році очолила Конституційно-демократичну партію.
У січні 2003 року ініціювала створення громадського об'єднання «Віче України», мета якого — становлення громадянського суспільства та сприяння розвитку просвітництва, культури та філософії бізнесу в Україні. Протягом 2003—2004 рр. з ініціативи Президента Фонду «Віче України» Інни Богословської були проведені конференції, круглі столи та зустрічі в багатьох містах України.
З травня 2003-го до січня 2004 року очолювала Державний комітет України з питань регуляторної політики та підприємництва. У відставку подала через незгоду з політикою, яку проводив економічний блок Уряду.
У травні 2004 року увійшла до складу Громадсько-політичної консультативної ради при Голові Верховної Ради України. Консультативну раду створено з метою залучення громадськості до діяльності парламенту і його органів під час підготовки питань до розгляду на засіданнях парламенту.
У вересні 2005 року на позачерговому VII з'їзді Конституційно-демократичної партії ухвалено рішення про перейменування у партію «Віче». Інну Богословську переобрано головою партії.
- Президент консалтингової групи «Пруденс»
- Голова Всеукраїнського громадського руху «Віче України»
- Член Громадсько-політичної консультативної ради при Голові Верховної Ради України
- Віце-президент Спілки Юристів України
- Почесний голова Харківської обласної організації Спілки Юристів України
- Керівник культурологічного проєкту Харківської міської громадської організації «Клуб “РодДом”»
- Голова опікунської ради молодіжної громадської організації «Молодіжний дім»

## Лобіювання інтересів Віктора Пінчука
За словами Інни Богословської, з Віктором Пінчуком у неї дружба. Партія «Віче» вважається[ким?] проєктом В. Пінчука, зятя Леоніда Кучми. Так само як і чотири роки тому на виборах до парламенту його проєктом була «Команда озимого покоління».[джерело?]
«Віче» та Інна Богословська під час передвиборчої компанії отримали активну підтримку від телеканалів Пінчука, особливо ICTV.[джерело?]
Під час конфлікту 2005 року навколо повернення у державну власність Нікопольського феросплавного заводу Інна Богословська взяла на себе роль публічного адвоката Віктора Пінчука, відстоюючи його інтереси щодо цього заводу.[джерело?] На виборах 2004 р. виконувач обов'язків голови правління Нікопольського заводу феросплавів Олександр Неустроєв був у списку «Віча» на сьомому місці.
Партія «Віче» на парламентських виборах 2006 року, як і «Команда озимого покоління» на виборах 2002 року, зазнала поразки, отримавши 441 912 голосів, тобто лише 1,74 % і не потрапила у Верховну Раду.

## Політична діяльність
Квітень — листопад 2007 року — заступник Міністра юстиції України.
Жовтень 2009-го — 2010 рік — разом із Рустамом Теміргалієвим створює політичний виборчий блок «Острів Крим». Деякі ЗМІ припускають, що фінансувати блок міг мільярдер Дмитро Фірташ.
Народний депутат України VI скликання з листопада 2007 року до грудня 2012 року від Партії регіонів, № 4 в списку. На час виборів: заступник Міністра юстиції України, безпартійна.
Член фракції Партії регіонів (листопад 2007-го — червень 2009 року, з жовтня 2010 року). Перший заступник голови Комітету з питань культури і духовності (з грудня 2007 року).
Народний депутат України VII скликання з грудня 2012 року від Партії регіонів, № 60 в списку. На час виборів: народний депутат Україна, член ПР.
Член фракції Партії регіонів (з грудня 2012 року).
Перший заступник голови Комітету з питань культури і духовності (з грудня 2012 року).

## Вихід із Партії регіонів
Перший раз Інна Богословська вийшла з Партії регіонів у травні 2009 року, оголосивши про намір балотуватися на пост Президента України. У жовтні 2010 року вона повернулася до Партії регіонів та її фракції у Верховній Раді України.
30 листопада 2013 року після силового розгону Євромайдану вдруге заявила про вихід із фракції і партії Партії регіонів.
Починаючи з виходу з партії регіонів, закликала залагодженню конфлікту, закликала до виходу з партії регіонів інших членів, стверджуючи, що вона не може перебувати в партії, що відповідає за кровопролиття. Наприкінці січня 2014 року дала розширене й суперечливе інтерв'ю Громадському телебаченню з ведучим Мустафою Наємом про своє бачення подій в Україні та початку політичної кризи.
За словами Інни Германівни, оточення президента Віктора Януковича сформоване вертикально: президент очолив себе оточенням людьми близькими та пов'язаними з ним фінансами. Починаючи з силового розгону Майдану вважає, що влада стає пов'язаною не тільки інтересамм, а й кров'ю, одночасно наголошуючи, що надмірне акцентування уваги на цьому неприпустиме. Неодноразово закликала ЗМІ не давити на всіх членів партії регіонів підряд, оскільки «там ще є нормальні люди», над якими теж чиниться політичний тиск, і без допомоги яких вихід України з політичної кризи неможливий. Виступала за відновлення конституції України 2004 року та відновлення парламентсько-президентської форми правління.

З виходом з партії регіонів активно веде блоги на порталі «Української правди», рубрика «Політика», наголошуючи на тому, що раніше багато писала «в стіл», а зараз бачить необхідність висвітлення подій саме таким чином, а не у вигляді поодиноких політичних записок.
Я виходжу з Партії регіонів і зі складу фракції Партії регіонів у парламенті... Ні в кого не повинно бути сумнівів, що в Україні почав реалізовуватися план по розділу суверенної і єдиної держави Україна на кілька частин.

## Проросійська діяльність
27 квітня 2010 року голосувала за ратифікацію угоди Януковича — Медведєва («Харківських угод»), тобто за продовження перебування Чорноморського флоту ВМФ Росії на території України до 2042 р.
5 червня 2012 року з картки Інни Богословської було подано голос за проєкт Закону України «Про засади державної мовної політики», у якому посилюється статус російської мови, водночас сама Богословська була того дня відсутня в сесійній залі.
Була одним із 148 народних депутатів України, хто в червні 2013 року підписав Звернення депутатів від Партії регіонів і КПУ до польського Сейму з проханням «визнати Волинську трагедію геноцидом щодо польського населення і засудити злочинні діяння українських націоналістів»[джерело?]. Цей крок перший Президент України Леонід Кравчук кваліфікував як державну зраду.

## Звання та нагороди
Заслужений юрист України. Нагороджена Орденом Святої Ганни IV ступеня.

## Ресурси Інтернет
- Довідник «Хто є хто в Україні» [Архівовано 16 грудня 2013 у Wayback Machine.], видавництво «К.І.С.»